# Хокансон, Дэниел
Дэниел Роберт Хокансон (родился 27 июня 1963 года) — генерал армии США в отставке, с 3 августа 2020 по 2 августа 2024 года занимал пост (29-й по счёту) начальника Бюро национальной гвардии. Ранее он занимал пост (должность) 21-го директора Национальной гвардии (армии). Его предыдущие военные назначения включают службу в качестве заместителя начальника Бюро национальной гвардии, заместителя командующего Северным командованием США, генерал-адъютанта Национальной гвардии штата Орегон и командира боевой группы 41-й пехотной бригады. Он ветеран операций «Иракская свобода», «Несокрушимая свобода» и «Правое дело». 
У Хокансона и его жены Келли трое детей.  Все дети Хокансона сделали военную карьеру.